# كورت فالنتين
كورت فالنتين (بالألمانية: Curt Valentin)‏ هو صاحب رواق ‏ ألماني، ولد في 5 أكتوبر 1902 في هامبورغ في ألمانيا، وتوفي في 19 أغسطس 1954 في فورتي دي مارمي في إيطاليا.